# バレーボールカタール男子代表
バレーボールカタール男子代表（バレーボールカタール だんしだいひょう）は、バレーボールの国際大会で編成されるカタールの男子バレーボールナショナルチームである。

## 歴史
1962年、カタールバレーボール協会が設立。1974年に国際バレーボール連盟へ加盟。アジア選手権の初出場は第5回大会の1989年アジア選手権で、この時の成績は出場国中最下位の19位であった。第7回大会から連続出場を果たし、1997年にはカタールで初めてアジア選手権が開催され、2005年アジア選手権では最高位の7位となった。また、翌年ドーハで開催された2006年アジア競技大会では4位入賞を果たした。オリンピックと世界選手権の出場はないが、世界選手権大陸予選に出場しているため、FIVBランキングは中位置に付けている。自国リーグにはアジア有数の強豪クラブがあり、代表選手のほとんどはカタール国内でプレーしている。
2021年、アジア選手権で5位となり、FIVBランキングが上昇したことにより、2022年世界選手権出場が確定し、初の世界選手権出場となった。
2023年、アジア選手権では、初のメダルとなる3位を獲得した。

## 過去の成績

### オリンピックの成績
- 出場なし

### 世界選手権の成績
- 2002年 - アジア予選敗退
- 2006年 - アジア予選敗退
- 2010年 - アジア予選敗退
- 2014年 - アジア予選敗退
- 2018年 - アジア予選敗退
- 2022年 - 21位

### アジア選手権の成績
| - 1989年 - 19位 - 1993年 - 12位 - 1995年 - 10位 - 1997年 - 8位 - 1999年 - 13位 - 2001年 - 11位 | - 2003年 - 11位 - 2005年 - 7位 - 2007年 - 11位 - 2009年 - 14位 - 2011年 - 12位 - 2013年 - 11位 | - 2015年 - 4位 - 2017年 - 9位 - 2019年 - 9位 - 2021年 - 5位 - 2023年 - 3位 |